# ميشال ساسين
ميشال ساسين هو سياسي لبناني سابق، كان عضواً في البرلمان اللبناني عن قضاء الأشرفية بيروت لأربع وعشرين سنة متتالية (1968-1992)، شغل منصب نائب رئيس الوزراء عدة مرات، ونائب رئيس البرلمان ووزير مجلس الوزراء.
أسس وزارة الإسكان والتعاونيات وعُين وزيرا للعمل والسياحة وغيرها في أكثر من سبع حكومات، وأشتهر بأخلاقياته القوية ومبادئ مكافحة الفساد، تولى زمام المبادرة في العديد من نقاط التحول التاريخية بما في ذلك الانتخابات الرئاسية لعام 1970،  واتفاق الطائف في عام 1990.

## الحياة الشخصية
وُلد ساسين لعائلة أرثوذكسية يونانية بارزة في الأشرفية لأبوين جورج ساسين ولوريس بوستروس. لقد فقد والده في سنوات مراهقته ووجد نفسه على عاتق أربعة أشقاء آخرين من بينهم توأمان حديثو الولادة. ذهب ساسين لقيادة أسرته في السياسة، وكرس مع إخوته بيير وجوزيف جهود العائلة للخدمة العامة.

## الانتخابات البرلمانية 1968
انتخب ميشيل ساسين لأول مرة في البرلمان اللبناني عام 1968 للترشح للمقعد اليوناني الأرثوذكسي في العاصمة اللبنانية بيروت، نافس ميشال إلى جانب نصري معلوف كمرشحان مستقلان وفازا معاً، ضد التحالف المدعوم من الحكومة بقيادة الشيخ بيار الجميل ووزير الخارجية فؤاد بطرس.

## الانتخابات الرئاسية 1970
في الانتخابات الرئاسية الأكثر إثارة للجدل في التاريخ اللبناني انتخب سليمان فرنجية رئيسًا للجمهورية من قبل الجمعية الوطنية في 17 أغسطس 1970، بأغلبية صوت واحد، وكانت الرئاسة هي أقوى مؤسسة سياسية في لبنان قبل عام 1990 وكان للسباق الرئاسي أهمية خاصة كونه جاء بعد 12 سنة من الحكم الشهابي المستمر ( فؤاد شهاب 1958-1964، وتشارلز حلو 1964-1970).
حيث ظهر المرشحان الرئيسيان المعارضان وهما محافظ البنك المركزي آنذاك إلياس سركيس بدعم من النظام الشهابي، وسليمان فرنجية المدعوم من المعارضة.
في جولة التصويت الثالثة حصل فرنجية على الأغلبية بتصويت واحد، ورفض صبري حمادة رئيس البرلمان آنذاك الإعلان عن انتخاب رئيس على هذا الهامش المنخفض، وانسحب من البرلمان. وتولى نائبه ميشال ساسين مسؤوليات رئيس البرلمان وأعلن فرنجية رئيس في خطوة أنقذت البلاد من فراغ سياسي محتوم.
انتقل ساسين إلى منصب الوزير ونائب رئيس الوزراء في الحكومات الأربع المختلفة بين عامي 1972 و 1975 تحت ولاية الرئيس سليمان فرنجية.

## علاقته بالرئيس كميل شمعون
انتخب ميشيل ساسين في البداية كمستقل ولم يكن جزءًا من حزب سياسي طوال حياته المهنية، ولكنه طور علاقة سياسية وشخصية وثيقة مع الرئيس كميل شمعون، وقام بدور قيادي في الكتلة البرلمانية للحزب الليبرالي الوطني (لبنان) حتى وفاة نجل شمعون داني في عام 1990.

## دوره في اتفاق الطائف
كان ميشال أحد الموقعين على اتفاق الطائف في 22 أكتوبر 1989 الذي أنهى الحرب الأهلية اللبنانية،  حيث كان يشغل منصب نائب رئيس البرلمان، وفي فترة ما بعد اتافق الطائف عين نائباً لرئيس الوزراء ووزير العمل في حكومتي سليم الحص 1990-1992 وعمر كرامي.

## ساحة ساسين
سميت ساحة ساسين في الأشرفية باسمه وهي أكبر وأقدم ميدان في بيروت وواحدة من أبرز مراكز الاتصال السياسية والاجتماعية والتجارية في العاصمة اللبنانية. بينما سمي «شارع ساسين» باسم والده جورج في الأربعينيات من القرن الماضي، وقد أنتقل ميشيل ساسين إلى افتتاح ساحة ساسين رسميًا في أوائل التسعينيات تحت رعاية الرئيس إلياس الهراوي ورئيس الوزراء رفيق الحريري.

## للقراءة أكثر
- سيرة ميشال ساسين (النسخة العربية): https://www.scribd.com/doc/53686385/Michel-Sassine-Biography-draft-version
- ملاحظات أساسية عن لبنان وقائمة وزراء الحكومة 1990: http://dosfan.lib.uic.edu/ERC/bgnotes/nea/lebanon9012.html
- صورتين إضافية من نائب رئيس ميشال ساسين يعلن انتخاب سليمان فرنجية رئيسا للبنان في عام 1970: http://img163.imageshack.us/img163/7387/sassinefranjieh.jpg، http://img573.imageshack.us/img573 /6040/michelsassinevssabriham.jpg
- فيلم وثائقي عن كميل شمعون في 39 حلقة - راجع ميشيل ساسين في الحلقات 26 وما بعدها https://www.youtube.com/watch؟v=WSnl-iFWY2w
- شاهد فيديو يصوت البرلمان على اتفاق الطائف، بما في ذلك ساسين على https://www.youtube.com/watch؟v=nHGJymb_PiM
- ثلاث مقالات عن ميدان ساسين: https://web.archive.org/web/20110904132415/http://www.assabil.com/documents/pdfs/ASSABIL_SassRep2_preview.pdf ؛ http://www.aawsat.com/details.asp؟section=41&article=593622&issueno=11663 ؛ http://www.yabeyrouth.com/pages/index3646.htm
- مقابلة مع النائب الأشرفية السابق ميشيل ساسين حول تاريخ الأشرفية وكيف تطورت عبر الزمن: https://www.scribd.com/doc/77669439/Interview-on-the-History-of-Afrafieh-Michel -Sassine ديسمبر 2011
- انظر ميشيل ساسين من هو الذي في الشرق الأوسط وشمال إفريقيا